# Burncoat Pond Wildlife Sanctuary
Das Burncoat Pond Wildlife Sanctuary ist ein 245 Acres (1 km²) großes Schutzgebiet bei Spencer im Bundesstaat Massachusetts der Vereinigten Staaten. Es wird von der Massachusetts Audubon Society verwaltet.

## Schutzgebiet
Das Schutzgebiet umfasst den westlichen Teil des namensgebenden Sees Burncoat Pond. Es bietet einen wichtigen Lebensraum für Zug- und Standvögel und dient menschlichen Besuchern mit 2 mi (3,2 km) Wanderwegen als Naherholungsgebiet. Weit verbreitet wächst das Heidekraut Mountain Laurel (kalmia latifolia), und mit etwas Glück können Hirsche, Füchse, Waschbären, Biber, Otter, Kojoten, Fischermarder, Bisamratten sowie eine Vielzahl unterschiedlicher Vogelarten wie Brautenten, Kanadareiher und Sperlingsvögel beobachtet werden.